# Constantin Mavrocordat

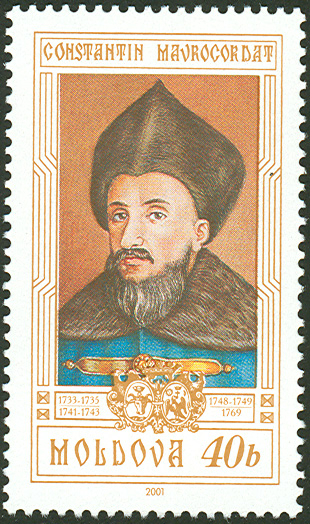
Constantin Mavrocordat ilustrat pe un timbru din Republica Moldova

Constantin Mavrocordat (greacă: Κωνσταντίνος Μαυροκορδάτος; n. 27 februarie 1711, Constantinopol, Imperiul Otoman – d. 15 decembrie 1769, Iași, Moldova) a fost de șase ori domn al Țării Românești și de patru ori domn al Moldovei .

## Biografie
Constantin Mavrocordat s-a născut la 27 februarie 1711 la Constantinopol și a fost fiul domnitorului grec Nicolae Mavrocordat și al Pulheriei Tzuchi/Ciuchi/Tzukis, fiind crescut în țară. 
A fost un om învățat ca și tatăl său și era pătruns de ideile filozofice și reformatoare ale veacului al XVIII-lea. Domnia a obținut-o fiind ales de boieri. După două domnii scurte în Țara Românească, a fost mutat în Moldova și unde, pentru a-și recâștiga tronul pierdut, contrar firii sale, a trebuit să mărească dările ca să-i poată cumpăra pe turci.
Reîntors în Țara Românească în 1735, a început să facă reforme, influențat fiind și de reformele austriece din Oltenia. Desființează unele impozite indirecte, ca „văcăritul” și „pogonăritul” și introduce o taxă generală de 10 lei pe an, plătibilă în 4 „sferturi”. Îi eliberează pe țărani dându-le dreptul să se mute de pe o moșie pe alta, răscumpărându-și libertatea cu 10 bani, plătiți boierului respectiv. Pe țăranii boierești îi obligă la dijmă și 12 zile de lucru pe an, în Muntenia, și 24 în Moldova (În țările învecinate, Transilvania, Polonia, Rusia, Prusia orientală, numărul zilelor de clacă ajungeau chiar la mai multe pe săptămână). Pe boieri îi recompensează printr-un anumit număr (60 la un boier mare) de scutelnici, care nu plăteau bir decât boierului și de scutirea de orice bir pentru visterie. În județe a numit ispravnici cu un rol judecătoresc și administrativ foarte întins. 
Toate aceste reforme le aplică și în Moldova, atunci când este numit domn. 
În același an, 1735, la un an de la aprinderea luminilor primei loji masonice autohtone de către secretarul său, Anton Maria del Chiaro, fondează la Iași, Loja Moldova.
În urma războiului ruso - turco - austriac (1736 - 1739), înlăturând diversele combinații ale puterilor, obține reunirea Olteniei la Țara Românească, prin Tratatul de la Belgrad din 1739.
În timpul domniilor avute, a căutat să îmbunătățească starea supușilor. A fost domnul care a suprimat iobăgia în țările române: mai întâi rumânia în Țara Românească (1746), apoi vecinia în Moldova (1749).
S-a îngrijit și de cele câteva școli existente, de cultura preoților, cărora le cerea să știe carte românească. A pus să se tipărească și cărți bisericești în românește. 
În 1769, în timpul războiului ruso-turc, Constantin Mavrocordat se retrage de la Iași la Galați. La 1 decembrie este prins de ruși la Mănăstirea Sfânta Precista unde zăcea bolnav. În urma unor discuții aprinse este rănit la cap cu sabia de un ofițer rus. În timpul întoarcerii la Iași, rana cangrenează, iar domnul moare pe 15 decembrie 1769, fiind înmormântat cu toată pompa cuvenită. El a fost înmormântat în satul Tătărani, Comuna Barcanesti, județ Prahova. 
A fost căsătorit de două ori. Prima dată, în 1728, cu Smaranda Cantacuzino, decedată în 1730 cu care nu a avut copii. A doua a fost în 1732 cu Ecaterina Rosetti (1712(?)-1775), cu care a avut trei fii, Ion Mavrocordat (n. 1740), Alexandru Deli-Bei (1742-1812) si Dimitrie Mavrocordat (1744-1817) si trei fiice, Maria Balș (n. ?- d. 1770), Ecaterina Racoviță si Smaragda Racoviță. Prin fiul sau, Dimitrie, Constantin e Stra bunicul lui Zoe Bibescu, sotia lui Gheorghe Bibescu, domn al tarii Romanesti intre 1843-1848.

## Domnie
- 15 septembrie 1730 - 17 octombrie 1730[10] Țara Românească;

- 24 octombrie 1731 - 16 aprilie 1733 Țara Românească[11];

- 16 aprilie 1733[12] - 27 noiembrie 1735[13] Moldova;

- 27 noiembrie 1735[14] - 16 septembrie 1741[15] Țara Românească;

- 16 septembrie 1741[16] - 29 iulie 1743[17] Moldova;

- iulie 1744 - aprilie 1748[18] Țara Românească;

- aprilie 1748 - 31 august 1749[19] Moldova;

- 20 februarie 1756 - 14 august 1758[20] Țara Românească;

- 16 iunie 1761[21] - martie 1763 Țara Românească;

- 29 iunie 1769 - 15 decembrie 1769[22] Moldova.

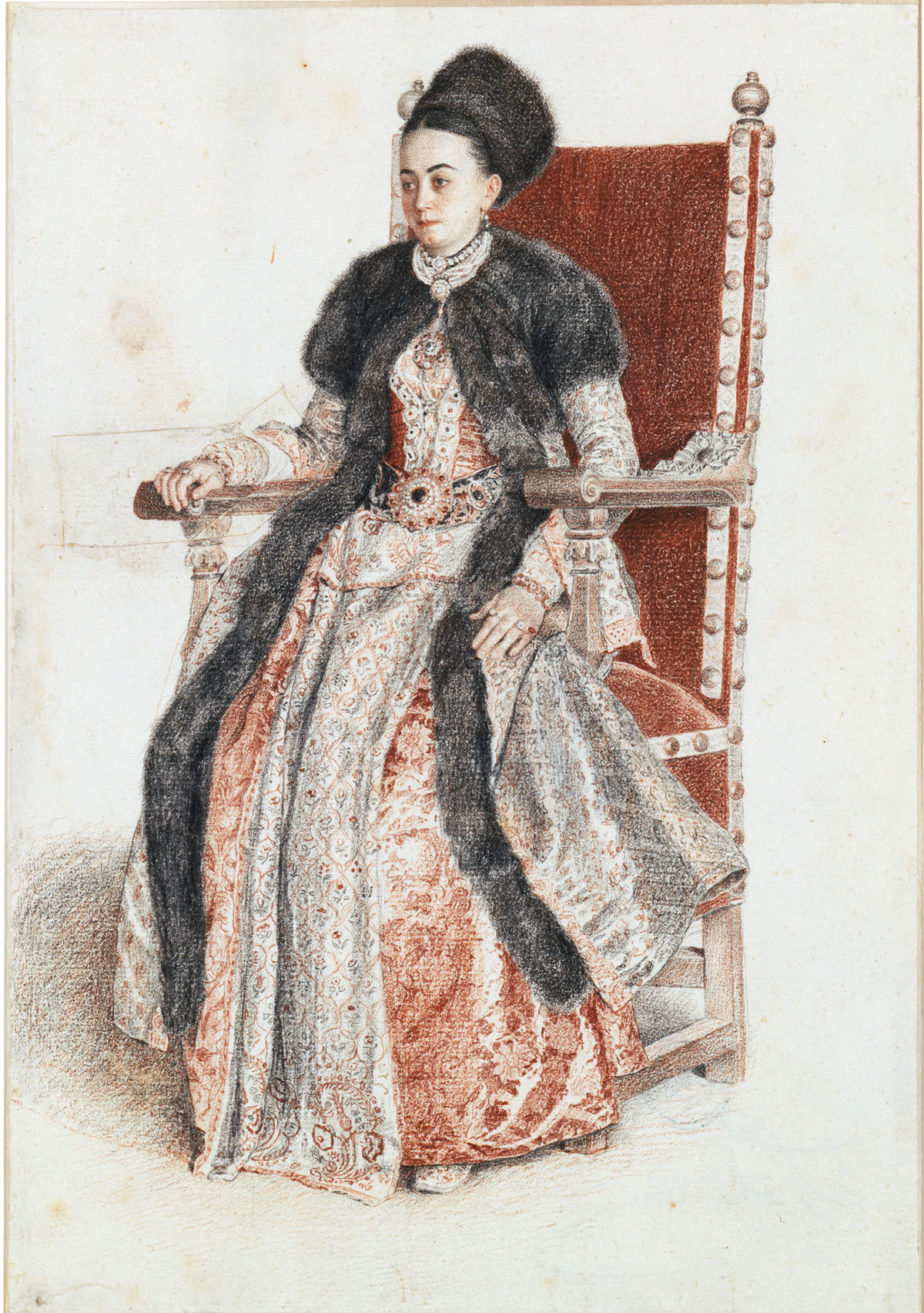
Ecaterina Mavrocordat (1712-1775) soția lui Constantin Mavrocordat. (1742-43)